# Paso Ataques
Paso Ataques es una localidad uruguaya del departamento de Rivera.

## Ubicación
La localidad se encuentra situada en la zona norte del departamento de Rivera, junto al paso de Ataques, en el arroyo de igual nombre, y junto a la ruta 27, en su km 35, a la altura de su intersección con la ruta 28.

## Población
Según el censo de 2011, la localidad contaba con una población de 107 habitantes.
| --            | 107 |
| (Fuente: INE) |     |